# 新川站 (京畿道)
新川站（：／ Sincheon yeok */?）是西海線沿線的一座地下車站，位於韓國京畿道始興市新川洞。

## 車站構造
站體為2面2線側式月台的地下車站，候車月台設有月台幕門，並有6處出口。

### 月台配置
| ↑ 始興大也 |
| \| 下      |
| 新峴 ↓     |

| 月台 | 路線              | 目的地                   |
| ---- | ----------------- | ------------------------ |
| 上行 | ●首都圈電鐵西海線 | 素砂方向                 |
| 下行 | ●首都圈電鐵西海線 | 始興市廳、草芝、元時方向 |

## 歷史
- 2018年6月16日：落成啟用。

## 車站周邊
- 三美市場
- 鳩鴿公園
- 新川公園
- 銀杏近鄰公園
- 銀杏119消防安全中心
- 新川圖書館
- 新川派出所
- 新川聯合醫院
- 始興電信局
- 始興消防署
- 始興大也兒童圖書館
- 蘇萊高校
- 蘇萊中學
- 新川中學
- 新川初等學校
- 乐天玛特始興店
- 創造自然史博物館

## 圖片

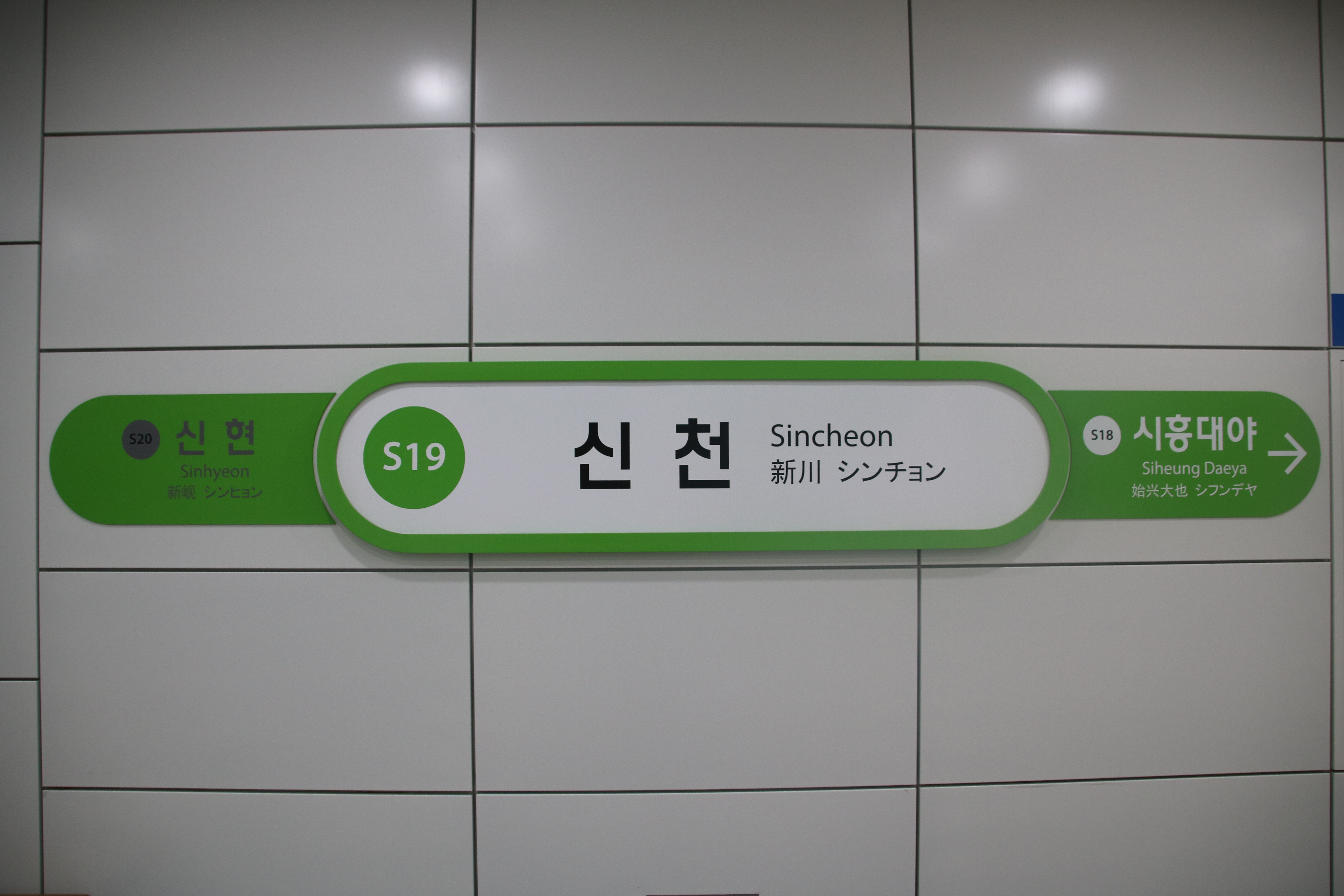
站名牌
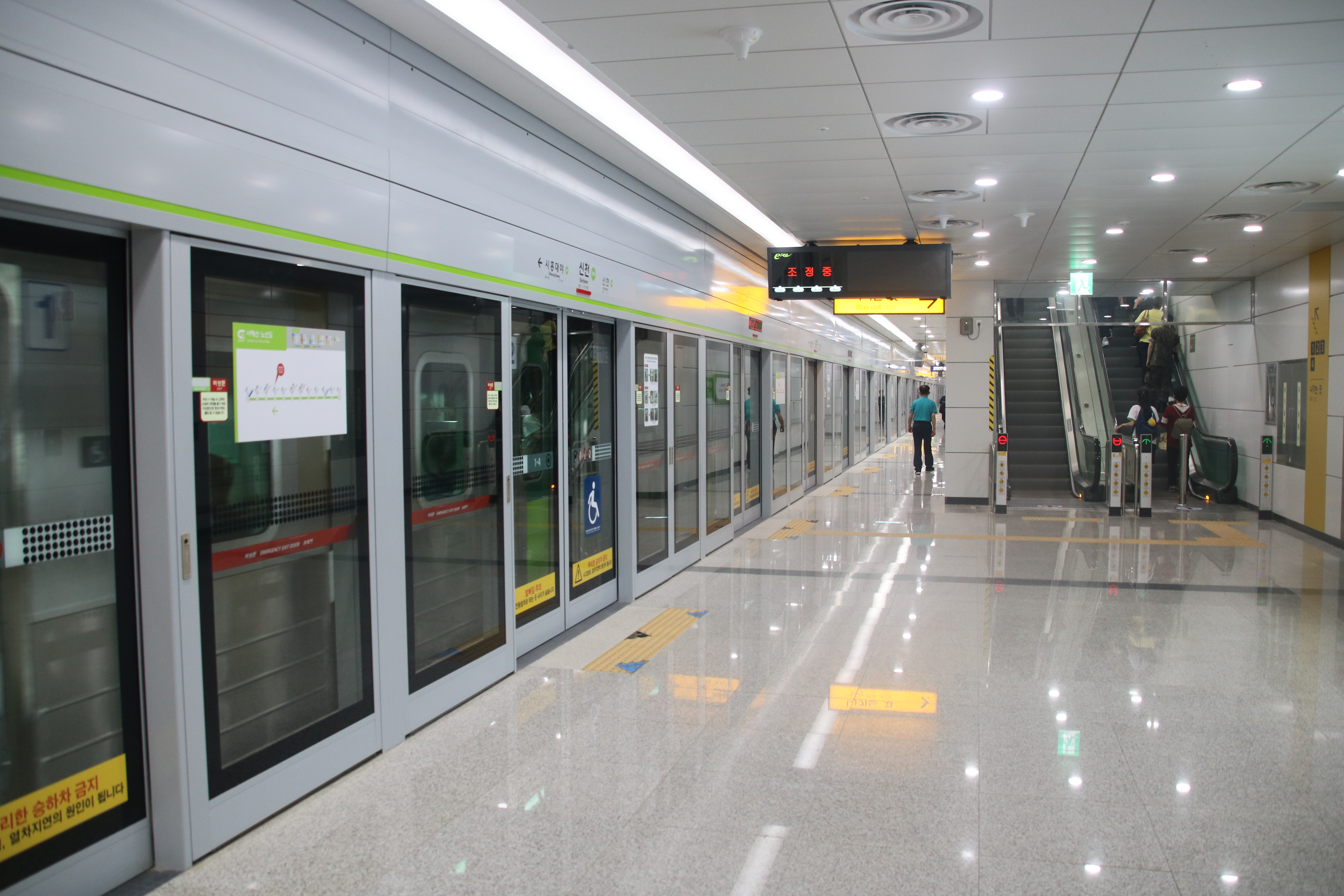
候車月台
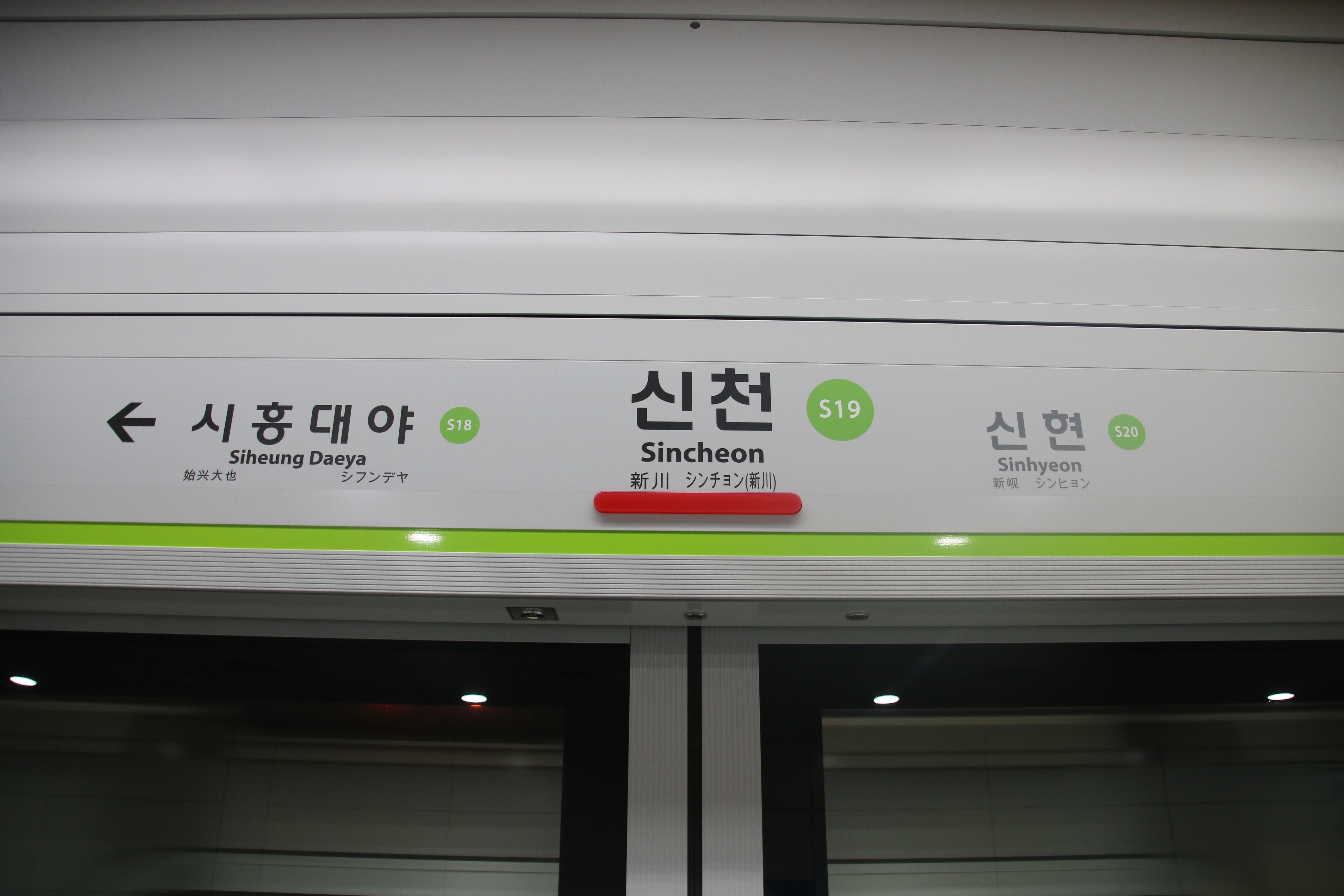
月台門資訊板
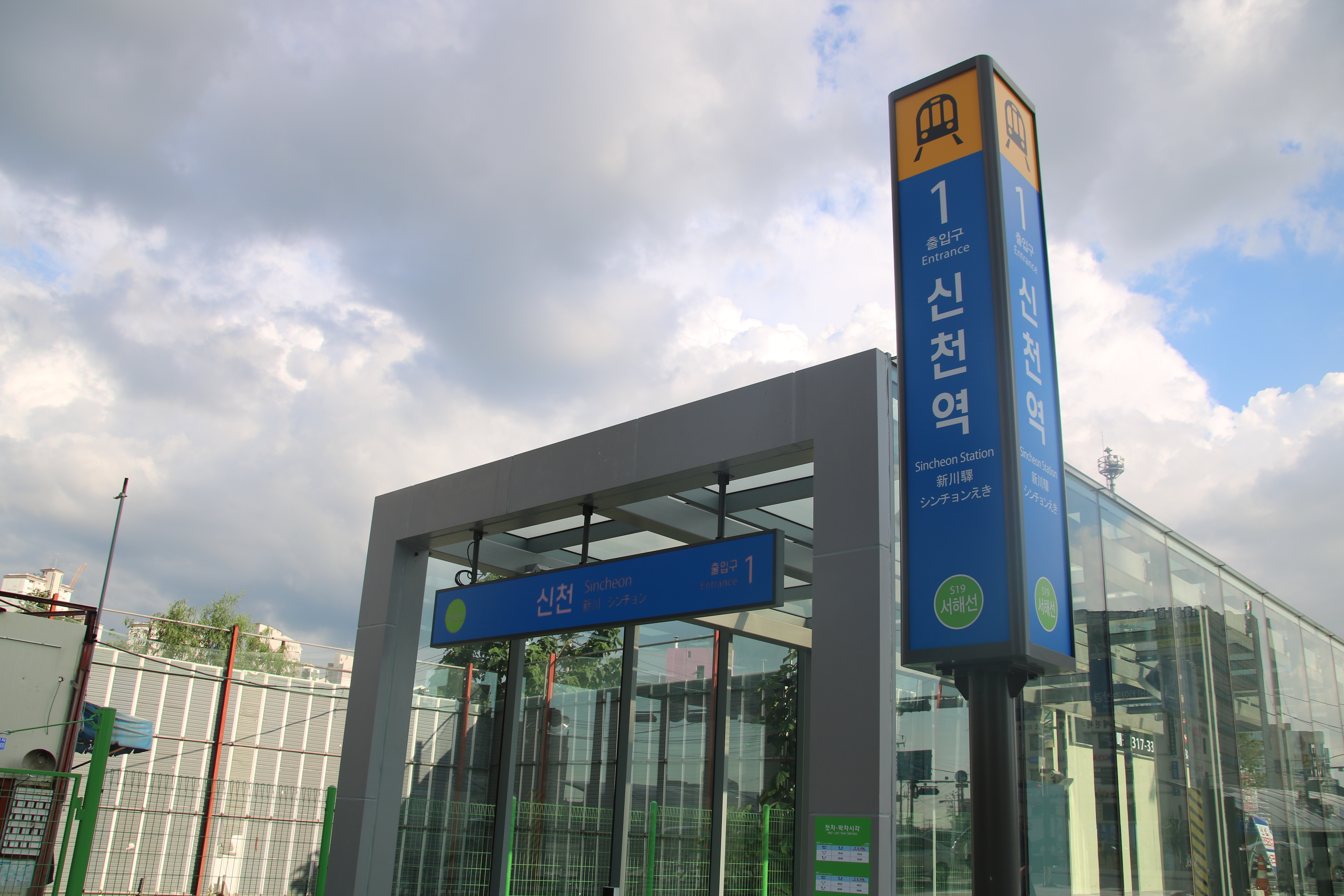
1號出口
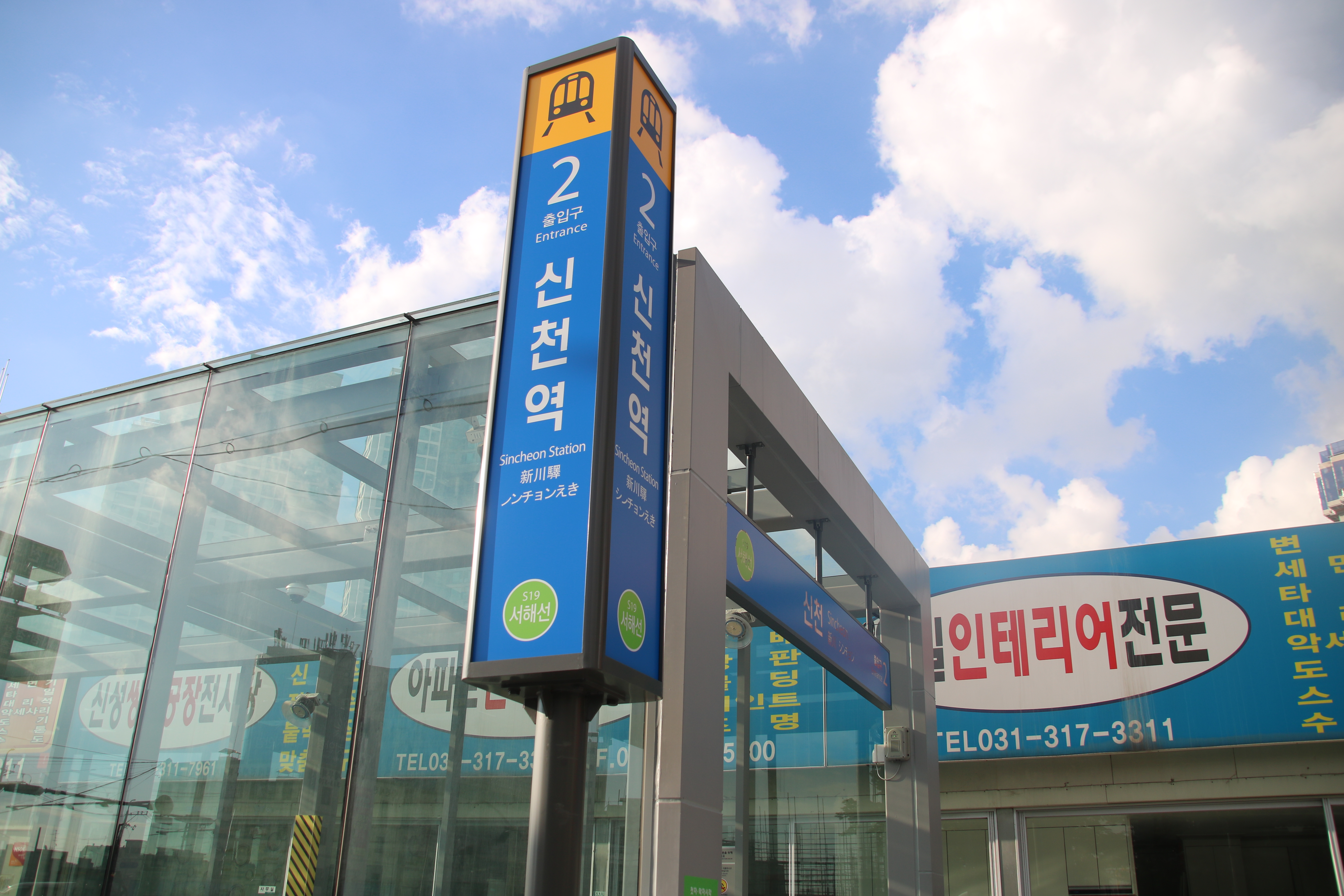
2號出口
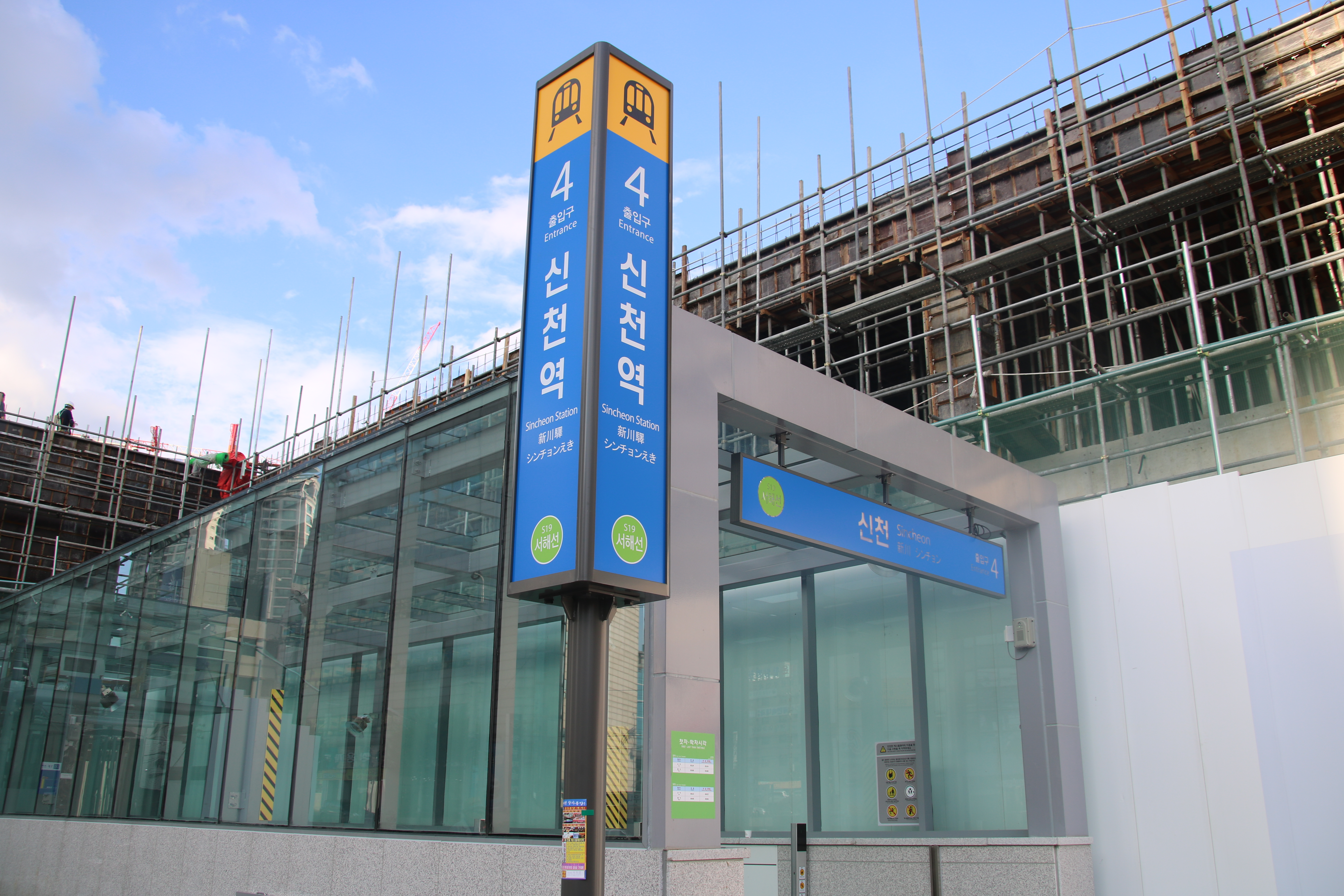
4號出口
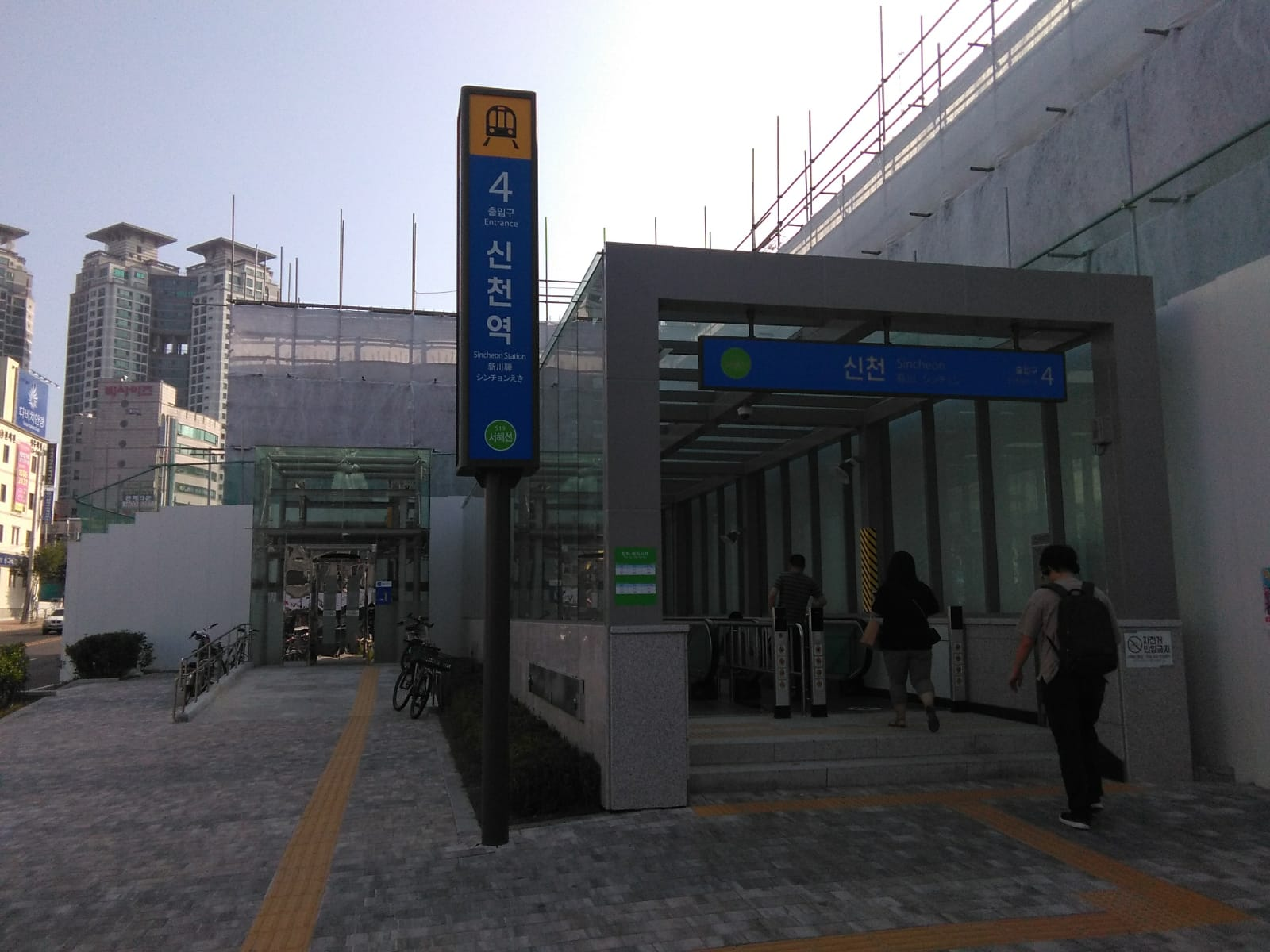
4號出口

## 相鄰車站
韓國鐵道公社
●首都圈電鐵西海線
始興大也（S18）－新川（S19）－新峴（S20）